# Client-servidor

Exemple de l'arquitectura client-servidor. Punts de color vermell / verd / blau corresponen a les aplicacions allotjades en servidors diferents

En informàtica s'anomena arquitectura client-servidor, a la relació establerta entre dues entitats, el servidor, ofereix un recurs de qualsevol tipus (físic, de programar, de dades, etc.) a l'altre (el client) perquè aquesta en tregui un profit o avantatge. El més habitual és que d'una entitat servidora se n'aprofitin diverses o moltes entitats clients.
Per a la comunicació entre clients i servidors s'utilitza un protocol de comunicacions, que descriu com es poden comunicar i quines informacions es poden intercanviar (HTTP per a pàgines web, Wi-Fi per a xarxes sense fils…).
Característiques d'un servidor;
- Passiu (esclau)
- Espera peticions
- Quan rep una petició la processa i retorna una resposta

Característiques d'un client;
- Actiu (mestre)
- Envia peticions
- A l'enviar una petició espera una resposta i la processa

Per exemple, un servidor de correu, conté el correu electrònic de múltiples clients. Un programa client de correu electrònic, demana al servidor de correu si hi ha nous missatges per a l'usuari el servidor li pot contestar que sí o que no, en cas afirmatiu el client demana al servidor que li enviï aquests correus i el servidor els envia al client i els elimina de la seva base de dades.